# 国際連合日本政府代表部
国際連合日本政府代表部（英語: Permanent Mission of Japan to the United Nations）は、日本国政府が国際連合（国連）に常駐させている政府代表部で、アメリカ合衆国・ニューヨーク・マンハッタンの3番街にある。
山﨑和之、志野光子の2人が特命全権大使を務めている。山﨑和之は、国際連合日本政府常駐代表（国連大使）、志野光子は、国際連合日本政府次席代表である。また、山中修が、大使・国際連合日本政府次席代表を務めている。

## 沿革
- 1952年4月28日、サンフランシスコ平和条約の発効により日本が主権回復、ソビエト連邦と中華民国を除く国連安保理常任理事国3ヶ国（米・英・仏）が同条約を締結した[3]。
- 1952年6月、日本が国際連合への加盟を申請する[4]。
- 1952年8月5日、日華平和条約の発効により中華民国との国交が回復する[5]。
- 1952年9月、安保理にて日本の国連加盟申請が10対1という圧倒的多数の賛成票を獲得したが、常任理事国のソ連が拒否権を行使し反対したため廃案となる[4]。
- 1954年4月1日、外務省設置法等の一部を改正する法律（昭和29年3月24日法律第11号）により外務省設置法が改正され国際連合日本政府代表部が開設[注釈 1]される[7]。当時の日本は国連未加盟であったが、「同年十月（引用註: 1952年10月に）オブザーヴアーの地位を認められて以来、国連の各種会議に出席するとともに、国連の経済、社会分野における諸事業、すなわち国連児童基金、拡大技術援助計面等に積極的に参加しており、また、国連の専門機関には全部正式参加を認められるに至りまして、国連におけるわが国の地位は、実際上逐次確立されつつあります」と第19回国会で小瀧彬政府委員が述べており、こうした背景や対国連関係事務の増加を踏まえて在外公館の一つとして代表部を設置するとした[8]。
- 1956年10月19日、日ソ共同宣言の署名により、ソ連との国交が回復する[9]。
- 1956年12月12日、安保理で日本の国連加盟が承認される[4]。
- 1956年12月18日、国連総会において全会一致で日本の国連加盟が承認され[4]、国際連合日本政府代表部が正式な加盟国代表部としての活動を開始する[10]。

## 住所
2020年3月9日より、下記の住所で運営されている。
かつては国際連合プラザ（U.N. Plaza）の2階230号室に入居していた。
| 日本語 | 〒10158 ニューヨーク州ニューヨーク3番街605番地 605ビルディング 28階 |
| 英語   | 605 Third Avenue, 28th Floor, New York, NY 10158                    |